# Березівська сільська територіальна громада (Рівненська область)
Березівська сільська громада — територіальна громада в Україні, в Сарненському районі Рівненської области. Адміністративний центр — с. Березове.
Площа громади — 498,4 км², населення — 11 945 осіб (2020).

## Населені пункти
У складі громади 10 сіл:
- Березове
- Будки-Кам'янські
- Глинне
- Грабунь
- Дубно
- Заболоття
- Кам'яне
- Обсіч
- Познань
- Хміль